# Eremophasma peliococci
Eremophasma peliococci är en stekelart som beskrevs av Svetlana N. Myartseva 1982. Eremophasma peliococci ingår i släktet Eremophasma och familjen sköldlussteklar.
Artens utbredningsområde är Turkmenistan. Inga underarter finns listade i Catalogue of Life.